# Grande mosquée d'Ashtarjan
La Grande Mosquée d’Ashtarjan est une mosquée du vendredi de la dynastie mongole de Ilkhanat de Perse, située à Ashtarjan, près d’Ispahan en Iran. L’édifice fut complété en 1316.

## Voir également
- Art de l'Iran mongol
- Liste de mosquées d'Iran

## Référence
- (en) D. Wilber, The Architecture of Islamic Iran- The Il khanid Period, Princeton University Press, 1955, p. 141-145.